# William Bolts
William Bolts (1738-1808) fue un comerciante nacido en Ámsterdam y activo en la India. Comenzó su carrera como empleado de la Compañía Británica de las Indias Orientales, y posteriormente se convirtió en un comerciante independiente. Es más conocido hoy en día por su libro de 1772, Considerations on India Affairs, que detalla la explotación y el expolio de Bengala por la Compañía de las Indias Orientales, que comenzó poco después de la batalla de Plassey en 1757. Las observaciones y experiencias que registró ofrecen un recurso único para los estudiosos que se interesan por la naturaleza del primer dominio británico en Bengala. A lo largo de su vida, Bolts continuó proponiendo y ejecutando varias empresas comerciales en su propio nombre y en conjunto con varios socios comerciales y gubernamentales. Las empresas de comerciantes individuales como Bolts, hicieron mucho para estimular a los gobiernos y a las grandes corporaciones a expandir sus propios intereses e imperios.

## Biografía
William Bolts nació en Ámsterdam el 7 de febrero de 1738.  El registro de bautismos de la iglesia inglesa en Ámsterdam documentra su bautismo el 21 de febrero de 1738. Sus padres fueron William y Sarah Bolts, que casi no dejaron rastros; quizás ambos ingleses, como los testigos aunque Piot sugirió que su padre era del Palatinado Renano.

## Servicio en la Compañía Británica de las Indias Orientales
Cuando Bolts tenía quince años, se fue a Inglaterra. Según una declaración que hizo en 1801, Bolts vivió en Lisboa en 1755, donde pasó algún tiempo trabajando en el comercio de diamantes. Cuatro años más tarde, decidió aventurarse en Bengala, donde fue empleado en Calcuta como factor al servicio de la Compañía Británica de las Indias Orientales. Aprendió a hablar bengalí, además de sus otros idiomas, inglés, holandés, alemán, portugués y francés. Más tarde, fue designado para la fábrica de la Compañía en Benarés (Varanasi), donde abrió un mercado de lana, desarrolló la fabricación de salitre, estableció fábricas de opio, importó algodón y promovió el comercio de diamantes de las minas de Panna y Chudderpoor (Chhatarpur) en Bundelkhand.

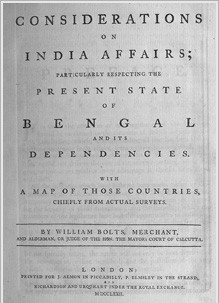
El libro de Bolts Considerations on India Affairs, que revela las prácticas comerciales de Compañía de las Indias Orientales en Bengala.

Cayó en desgracia con la Compañía de las Indias Orientales, en 1768, posiblemente porque los diamantes eran el medio preferido de los empleados de la Compañía para remitir secretamente a Gran Bretaña las ganancias ilícitas del comercio privado en la India, en el que tenían oficialmente prohibido participar. En septiembre de ese año anunció que tenía la intención de fundar un periódico en Calcuta —que habría sido el primer periódico moderno de la India—, diciendo que tenía «en manuscrito muchas cosas que comunicar que afectaban más íntimamente a cada individuo», pero se le ordenó que dejara Bengala y procediera a Madrás y de allí tomara su pasaje a Inglaterra. Los oficiales de la Compañía lo declararon en quiebra, «por la pérdida irremediable de su fortuna», afirmó más tarde. Nunca pareció haber sido capaz de redimirse a los ojos de la Compañía, y en Londres y otros lugares luchó en una acción de retaguardia contra sus muchos oponentes dentro de ella.

### Autor y denunciante
La acción de la retaguardia ocurrió en 1772 con la publicación de su libro "Considerations on India Affairs...", en el que atacó todo el sistema del gobierno inglés en Bengala; y se quejó particularmente del poder arbitrario ejercido por las autoridades y de su propia deportación. Hoy en día, este tipo de exposición sería etiquetado como una denuncia. Como empleado de la Compañía de las Indias Orientales, había visto cómo Bengala, antes una región próspera, había sido despojada y desangrada por la Compañía de las Indias Orientales. Considerations se tradujo al francés y tuvo una amplia difusión, lo que contribuyó a su fama en el continente. Las observaciones y experiencias que registra siguen siendo un recurso único para los estudiosos que se interesan por la naturaleza del primer dominio británico en Bengala.

## El viaje enGiuseppe e Teresa, 1776-1781
En 1775, Bolts ofreció sus servicios al gobierno imperial, presentando una propuesta para restablecer el comercio austriaco con la India desde el puerto adriático de Trieste. Su propuesta fue aceptada por el gobierno de la emperatriz María Teresa I de Austria, y el 24 de septiembre de 1776, Bolts zarpó de Leghorn (la actual Livorno) en los dominios de Leopoldo, Gran Duque de Toscana, el hijo menor de la emperatriz, hacia la India al mando de un barco bajo la bandera imperial, el antiguo conde indio de Lincoln, rebautizado como Giuseppe e Teresa —también llamado Joseph et Thérèse o Joseph und Therese—. Se llevó consigo un fletamento de diez años que le autorizaba a comerciar bajo los colores imperiales entre los puertos austríacos del mar Adriático y Persia, India, China y África, y de África y Madagascar a América. Esta empresa requería un capital considerable, que Bolts buscó en los Países Bajos austríacos (Bélgica), y atrajo al banquero de Amberes, Charles Proli, y a sus socios, los banqueros I.C.I. Borrikens y D. Nagel.

### Colonización de la Bahía de Delagoa

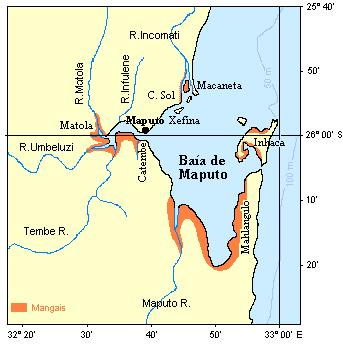
Mapa de la Bahía de Delagoa.

En los años siguientes, Bolts estableció fábricas en la costa de Malabar, en la costa sureste de África en la Bahía de Delagoa y en las Islas Nicobar. Su objetivo al establecer una fábrica en la Bahía de Delagoa era utilizarla como base para el comercio entre África Oriental y los puertos de la costa occidental de la India. Durante su viaje de salida, obtuvo escarabajos de la cochinilla brasileña en Río de Janeiro y los transportó a la Bahía de Delagoa, precediendo así a la introducción en Bengala de este insecto para la fabricación de tintes escarlata y carmín. La bandera imperial no ondeó por mucho tiempo sobre la Bahía de Delagoa, ya que las alarmadas autoridades portuguesas que reclamaban el lugar como suyo enviaron una fragata de 40 cañones y 500 hombres desde Goa para retirar a los hombres de Bolts en abril de 1781, y para fundar el Presidio de Lourenço Marques (Maputo) que estableció allí una presencia portuguesa permanente.

### Actividades en la India, 1776-1781
Cuando se enteró de la existencia de la empresa de Bolts, la Compañía Británica de las Indias Orientales instruyó a sus oficiales en Bengala, Madrás y Bombay para «buscar los medios más eficaces que puedan justificarse plenamente para contrarrestar y derrotarle». Bolts aprovechó plenamente el estatus neutral de Austria en la guerra entre Gran Bretaña y Francia, España y la República Holandesa durante 1778 a 1783 que formó parte de la lucha por la independencia americana. Los repetidos actos de hostilidad de la Compañía contra Bolts en la India fueron objeto de gestiones urgentes por parte del embajador de Austria en Londres, lo que dio lugar a que en enero de 1782 se enviaran a la India instrucciones del Tribunal de Directores, que ordenó a sus oficiales en la India que no ofendieran a «ningún súbdito de su Majestad Imperial». Aunque cuando llegó por primera vez a la India, en Surat, se enfrentó a un muro de oposición erigido por la Compañía de las Indias Orientales, pronto se dio a conocer a Hyder Ali, Nawab de reino de Mysore y el más fuerte oponente de los ingleses en la India. Visitó a Hyder Ali en su capital, Seringapatam, donde se le concedió permiso para establecer fábricas comerciales en los dominios de la costa malabar de Nawab en Mangalore, Karwar y Baliapatam.

### Colonización de las islas Nicobar
Mientras el propio Bolts estaba en Seringapatam, envió al Joseph y Theresia a las islas Nicobar, donde llegó en junio de 1778. Una vez allí su capitán, Bennet, tomó posesión el 12 de julio. Las islas fueron el centro de un esfuerzo misionero cristiano de la Hermandad de Moravia, que visitaban de vez en cuando desde la base danesa en el continente indio en Tharangambadi. Como consecuencia de la acción de Bolts, la compañía imperial había establecido una fábrica de comercio en la isla de Nancowery, encabezada por Gottfried Stahl, que estaba acompañado por otros cinco europeos. Las autoridades danesas protestaron enérgicamente contra la acción de Bolts al tomar posesión de las islas Nicobar, y en 1783 enviaron un buque de guerra para expulsar a los austriacos.

### Desacuerdo entre Bolts y Proli
A pesar de sus muchos éxitos desde 1776, la empresa de Bolts, en general, había tenido pérdidas, para consternación de sus patrocinadores financieros belgas, Charles Proli y sus asociados. Proli también estaba en desacuerdo con Bolts sobre la importancia del mercado chino: Proli quería concentrarse exclusivamente en ese mercado mientras que Bolts insistía en la igual importancia de la India ya que los productos básicos austriacos, como el mercurio, el plomo, el cobre, el hierro, el estaño y el vitriolo, podían encontrar venta allí, a diferencia de la China donde solamente se aceptaban monedas de plata españolas a cambio de productos chinos como el té, la porcelana y la seda.
Mientras Bolts estaba todavía en la India, el grupo Proli envió dos barcos, el Ville de Vienne a Mauricio y el Prince Kaunitz a China, sin informarle, y sin enterarse de la compra por parte de Bolts de un barco al que llamó el Prince Kaunitz, el grupo Proli envió otro barco del mismo nombre a China independientemente de él, lo que constituyó un incumplimiento de su contrato. Se negaron a pagar los billetes que él giró en su banco mientras estaba en la India. Proli solicitó al Gobierno Imperial que el flete de Bolts le fuera transferido exclusivamente a él y también confiscó el Joseph et Therese como garantía cuando el barco regresó a Leghorn.
En una audiencia con el emperador José II en Bruselas el 28 de julio de 1781, Bolts y Proli aceptaron la transformación de su asociación en una sociedad anónima, y en agosto, Bolts entregó sus estatutos a la nueva Compañía Austriaca de las Indias Orientales. La Compañía debía enviar seis barcos a China y la India, dos a África Oriental y Mauricio, y tres para la pesca de ballenas del sur.

### Compañía Austriaca de las Indias Orientales
La Compañía Imperial de Trieste y Amberes o Compañía Austriaca de las Indias Orientales, se abrió a suscripción pública en agosto de 1781 para recaudar, nominalmente, la mitad de su capital en mil participaciones. De hecho, la Compañía estaba seriamente infracapitalizada, ya que las otras mil participaciones en posesión del grupo Proli y Bolts se sufragaron por su valor nominal con los bienes de la asociación anterior. La tasación de Bolts de dichos bienes se aceptó con su valor nominal también, pero  era una tasación ficticia y de hecho la nueva compañía heredó las deudas de la antigua. Por tanto, adoleció de carencia crónica de efectivo y tuvo que recurrir a préstamos a corto plazo y de fondo —para los que los propios barcos fueron puestos como  garantía— con una prima de 30 a 35 por ciento. En consecuencia, cada viaje tenía que ser un éxito para que la Compañía fuese viable. También bajo los términos del acuerdo de creación de la nueva compañía, Bolts cedía su carta a sus socios belgas a cambio de un préstamo de 200.000 florines —es decir, sus 200 participaciones en la compañía— y el derecho de enviar dos barcos por su propia cuenta a China.
La Compañía Imperial asiática bajo la dirección del grupo Proli se centraba en el comercio de té de China. En 1781, 1782 y 1783 el precio de té en Europa, especialmente en Inglaterra, había subido hasta niveles nunca vistos. En 1781 y 1782 ningún barco holandés o francés apareció en Guangzhou a causa de la Guerra americana, y en 1782 solo once barcos ingleses, tres daneses y dos suecos arribaron allí. Cuatro de trece barcos ingleses regresaron sin incidentes en 1783 debido a la actividad naval francesa. Con la intención de aprovechar la oportunidad de obtener buenos beneficios, el grupo Proli envió cinco barcos a Cantón: el Croate, el Kollowrath, el Zinzendorff, el Archiduc Maximilien y el Autrichien. Incluso así, la oportunidad se había perdido ya que, con la firma del armisticio en enero de 1783, los países antes beligerantes pudieron enviar sus barcos a Cantón sin incidentes, y en el verano de 1783 llegaron allí un total de treinta y ocho barcos , incluyendo los cinco barcos imperiales. Tuvieron que comprar té a un precio elevado, pero cuando  regresaron a Ostende en julio de 1784  tuvieron que venderlo a precio bajo en un mercado saturado, teniendo que pagar también por el permiso para regresar a aquel puerto. El precio del té en Ostende se desplomó cuando el Gobierno británico introdujo la Commutation Act en 1784, que reducía el impuesto sobre el té desde cincuenta al diez por ciento lo que hacía que el contrabando de los Países Bajos ya no fuera  rentable. El precio del té en Europa cayó de repente de entre 30 y 33 sols franceses a entre 11 y 14, o alrededor sesenta por céntimo. Desastrosamente, un sexto barco, el Belgioioso, que transportaba una gran cantidad de monedas de plata para la compra de bienes chinos, se hundió en una tormenta en el mar de Irlanda, poco después de haber zarpado de Liverpool, donde estaba equipado para el viaje a Cantón. Independientemente de las crecientes deudas y pasivos, la Compañía invirtió en otro barco, el Kaiserliche Adler o Aigle Impériale, un gigante de 1,100 toneladas, especialmente construido para la Compañía por los astilleros del Fiume que fue botado en marzo de 1784, elevando la flota de la Compañía a un total de nueve buques. 
Los asuntos llegaron a un punto crítico en enero de 1785 cuando la Compañía suspendió todos los  pagos y poco después se declaró en bancarrota, arrastrando al grupo Proli en su caída. Charles Proli se suicidó. Un artículo en la prensa de Dublín de 25 de mayo de 1786 registró la venta de los barcos de la compañía disuelta, Zinderdorf [sic], Kollowrath, Kaunitz, Maximilian y Austrian, «junto con la totalidad de su aparejo, armas, tiendas, etc.», y observó: «La destrucción de esta compañía, así como de otras en Europa, se debe en gran medida a la conmutación del impuesto al té en Inglaterra, y a las ventajas que las posesiones territoriales arrojan a favor de la compañía británica.»

## Plan de Bolts para un viaje a la costa noroeste de América
Después de que Bolts regresó de la India en mayo de 1781, desarrolló la idea de un viaje a la costa noroeste de América para dedicarse al comercio de pieles de nutria marina a China y Japón. Aparentemente escuchó de John Reid, su agente en Cantón (Guangzhou), el éxito que la tripulación de los barcos de James Cook había tenido allí en noviembre de 1779 con la venta de las pieles de nutria que habían obtenido como baratijas en la costa americana en el curso de la tercera expedición de Cook al Pacífico. El barco de Bolts, el Kaunitz —no confundir con el buque del grupo Proli del mismo nombre—, llegó a Leghorn (Livorno) desde Cantón con esta noticia el 8 de julio de 1781. Bolts escribió después que tenía la ambición de ser el primero en beneficiarse de esta nueva rama del comercio.

En una audiencia en Viena en mayo de 1782, Bolts discutió su plan con el emperador José II, para el cual había comprado un barco en Inglaterra en noviembre de 1781. El barco se llamaba el Cobenzell en honor al vicecanciller de Estado, el conde Philipp Cobenzl, un patrón de la Compañía Imperial. El plan de Bolts preveía que el barco rodeara el Cabo de Hornos, tomara pieles en la isla de Nutca, las vendiera o intercambiara en China y Japón, y regresara por el Cabo de Buena Esperanza. Contrató a cuatro marineros que habían servido bajo el mando de Cook, incluyendo a George Dixon, quien posteriormente comandó al Queen Charlotte en un viaje a la costa noroeste para la Compañía Etches de Londres, y a Heinrich Zimmermann, que había escrito un relato en alemán del último viaje de Cook, y quien obtuvo cartas credenciales del emperador a varios gobernantes en cuyos puertos tocaría el barco.

### Propuesta de un viaje de  descubrimiento científico
El emperador prestó oído a Bolts, ya que la empresa ofrecía un transporte para llevar a cabo su deseo —impulsado por los viajes de James Cook— de un viaje austriaco alrededor del mundo dedicado a la investigación científica. Esto había sido instado por el eminente sabio Ignaz Edler von Born quien, por invitación del emperador José II, nombró a cinco naturalistas para que acompañaran a Bolts en el Cobenzell. La expedición prevista fue reportada en la prensa inglesa a mediados de octubre de 1782, en los siguientes términos:

El Emperador intenta señalarse a sí mismo, a imitación de otros Príncipes, enviando un barco alrededor del mundo para hacer descubrimientos. El barco destinado a esta tediosa y peligrosa expedición, es el Conde de Cobenzet [sic], que partió del puerto de Londres el pasado 15 de abril; zarpó de Leghorn el 26 de agosto, y llegó a Trieste el 1 de septiembre con un gran cargamento, parte del cual tenía que llevar consigo, especialmente catorce cofres de relojes y relojes de pulsera, que trajo de Londres. Cuatro personas de gran erudición serán enviadas en ella, a expensas del emperador, para hacer descubrimientos en la Filosofía Natural.

Aunque al principio el emperador estaba entusiasmado, se negó a financiarlo, aparte de los gastos de sus naturalistas, y la empresa acabó siendo imposible de realizar. Las esperanzas de Bolts de un viaje comercial y el deseo del emperador y sus naturalistas de un viaje de descubrimiento científico eran incompatibles como empresa combinada. La oposición de los antiguos socios financieros belgas de Bolts y ahora sus rivales en la Compañía Imperial Asiática de Trieste y Amberes también fue una causa de que no se llevara a cabo, y en el otoño de 1782 se abandonó. En lugar de enviar una expedición científica en un barco austríaco como había propuesto Born, los naturalistas austríacos, bajo la dirección de Franz Jozef Maerter, partieron de Le Havre en abril de 1783 en la fragata americana General Washington (capitán Joshua Barney) hacia Filadelfia y de allí a Carolina del Sur, Florida, las Bahamas y Santo Domingo (La Española). Además de las plantas, debían recolectar especímenes animales y minerales. Reflejando los orígenes de la empresa, sus instrucciones les dieron la opción —que no fue tomada— de tomar un barco desde Acapulco en México a las Filipinas, de ahí a las Islas Sunda en las Indias Orientales Holandesas, las costas de Bengala, Coromandel y Malabar, y las islas de France y Bourbon (Mauricio y Reunión).

### Acercamiento de Bolts a Rusia y Nápoles
Bolts se negó a renunciar a sus esperanzas de un viaje a la costa noroeste de América. El emperador José II liberó a Bolts de sus obligaciones —excepto con sus acreedores— y le dio permiso en noviembre de 1782 para llevar su propuesta a la corte de Catalina II de Rusia. La corte Rusa no respondió, así que Bolts también presentó su propuesta ante la corte del cuñado de José, Fernando IV, Rey de Nápoles. Tuvo una respuesta alentadora de Nápoles, donde el ministro de Comercio y Marina del rey Fernando, el general John Acton, quería promover el comercio marítimo del reino. El rey Fernando otorgó a Bolts una carta, siguiendo el modelo que había recibido de la emperatriz María Teresa en 1776, con un plazo de veintiún años a partir de 1786, para una Real Compañía India de Nápoles (Regia Società dell'India di Napoli), pero el gobierno napolitano aceptó apoyar a Bolts únicamente después de que él hubiera hecho un exitoso viaje inicial por su cuenta y riesgo. Se iniciaron los preparativos en Marsella para equipar el Ferdinand, un barco que Bolts planeaba enviar a la costa noroeste bajo la bandera napolitana, pero la empresa fue abandonada cuando Bolts recibió una respuesta más positiva del gobierno francés.

### Bolts y la expedición de Lapérouse
Con el permiso del emperador José II, Bolts también le hizo su propuesta al otro cuñado de José, Luis XVI de Francia. Bolts esbozó su plan en unas cartas que escribió al Mariscal de Castries el 25 de enero y el 9 de abril de 1785. El Cobenzell sería enviado alrededor del Cabo de Hornos a las islas Sandwich (Hawái), isla de Nutca, isla de Sound, las islas Kuriles y China. El barco se dejaría en Nutca para comerciar por pieles, mientras que un par de franceses se quedarían en las Kuriles para aprender japonés y adoptar la vestimenta y las costumbres de los habitantes. Se emplearían por lo menos dos barcos para mantener la comunicación con Europa a través del Cabo de Buena Esperanza y el Cabo de Hornos. Un naturalista, un metalúrgico y un astrónomo serían empleados. En el  Atlántico Sur, el archipiélago Tristán de Acuña sería reclamado para Francia y se establecería como base para la industria ballenera.
Además de Tristán, «la isla descubierta por La Roche en 1675» —probablemente en Georgia del Sur— iba a ser encontrada y colonizada.  El gobierno francés adoptó el concepto, aunque no a su autor, lo que llevó al envío de una expedición bajo el mando de Jean-François de La Pérouse. Charles Pierre Claret de Fleurieu, Directeur des Ports et Arsenaux, declaró en el borrador del memorándum sobre la expedición que presentó al rey: «la utilidad que puede resultar de un viaje de descubrimiento... me ha hecho receptivo a los puntos de vista que me ha presentado el Sr. Bolts en relación con esta empresa». Sin embargo, como Fleurieu explicó al rey: «No propongo en absoluto, sin embargo, el plan de este viaje tal como fue concebido por el Sr. Bolts». Las consideraciones políticas y estratégicas tuvieron prioridad sobre las comerciales. Bolts recibió 1.200 luises por «las comunicaciones útiles para el servicio que ha prestado», pero no participó en la preparación ni en la ejecución de la expedición de Lapérouse.

### Los viajes delCobenzella la India y delBelgiojosoa China
En desacuerdo con sus sospechosos patrocinadores de Amberes, Bolts se declaró en quiebra a mediados de 1782. Aunque él mismo no poseía capital, fue capaz de comerciar con su reputación de experto en el comercio oriental para lanzar una nueva compañía anónima en 1783, la Societé Triestine, que en septiembre envió al Cobenzell en un viaje comercial a la Costa Malabar por Marsella, donde acogió la mayor parte de su carga, y al Cabo de Buena Esperanza. En Bombay, se compró un segundo barco, llamado el Comte de Belgiojoso. El capitán del Cobenzell, John Joseph Bauer, se trasladó al Belgiojoso, y navegó hasta China.
Se informó desde Trieste el 22 de febrero de 1786 que «El Comte Cobenzel East Indiaman llegó a este puerto el 18º inst. con un rico cargamento de salitre, té, casia, café, pimienta y otras mercancías,» habiendo salido de Cantón el 23 de enero de 1785. El Belgioioso bajo el mando de Bauer fue de Cantón a Nueva York, donde llegó en junio de 1786. La llegada del barco de Nueva York a Dover, Inglaterra, se informó en The Daily Universal Register del 15 de septiembre, y el mismo periódico publicó un extracto de una carta de Ostende del 24 de septiembre que decía: «El Belgioioso, por cuenta de la Compañía de las Indias Orientales, ha llegado aquí desde Bengala y China, su carga consiste principalmente en mercancías en piezas, con solamente unos cofres de los más finos tés, y uno de especias, de Ceilán, en cuya isla tocaron de camino a casa».

## Viaje delImperial Eagle
Habiendo perdido la oportunidad que le brindó la Guerra de la Independencia americana de enviar un barco a la costa noroccidental sin ser molestado por competidores británicos, americanos o franceses, Bolts pudo, aparentemente, compartir el único viaje enviado allí bajo la bandera imperial, el del Imperial Eagle, salido de Ostende en noviembre de 1786, bajo la dirección Charles William Barkley, este barco tocó en Hawái en mayo de 1787 y llegó a Nutca en junio, desde donde viajó hacia el sur durante dos meses a lo largo de la costa americana, Barkley contribuyó significativamente al conocimiento de la geografía de la zona durante este viaje, identificando notablemente el estrecho de Juan de Fuca. Regresó a Macao con sus pieles el 5 de noviembre. La expedición fue aparentemente provechosa, ya que un artículo del London Chronicle del 21 de junio de 1788 informaba que, «Después de tomar su carga, etc. [...] el Capitán Berkeley [Barkley] se dirigió a Macao, donde se deshizo de sus pieles a un precio sorprendente». Originalmente se pretendía que el Imperial Eagle hiciera tres viajes a la costa noroeste, Japón y Kamchatka, pero cuando llegó a Cantón después de su primera temporada, el barco fue vendido, bajo la amenaza de represalias por parte de la Compañía de las Indias Orientales por haber violado su monopolio.

## Plan de colonización de Australia 1786-1787
En noviembre de 1786, Bolts recibió un contrato del rey Gustavo III de Suecia para descubrir una isla frente a la costa de Australia Occidental, donde se podría establecer una colonia sueca y un puesto comercial. Sin embargo, el plan fue archivado después de que Suecia se viera envuelta en una guerra con Rusia al año siguiente. Bolts recibió 250 libras por sus problemas, y la colonia propuesta nunca se estableció.

## Últimos años
Se dice que Bolts intentó revivir su fortuna en Francia, estableciendo una empresa cerca de París, pero el estallido de la guerra con Austria y Gran Bretaña destruyó una vez más sus esperanzas. [55]. Regresó a Inglaterra en 1800-1801, donde intentó sin éxito interesar a la Compañía de las Indias Orientales en la obtención de suministros de cobre de Anatolia para vender en la India. Luego se trasladó a Lisboa, donde en la década de 1760, antes de unirse a la Compañía Británica de las Indias Orientales, había trabajado en el comercio de diamantes. Hizo su último testamento en Lisboa en agosto de 1805 y murió, según se dice, en un asilo de París (hôpital) en 1808.